# Concours international de ballet de Varna
Le Concours international de ballet de Varna est un concours de danse classique créé en 1964 à Varna, en Bulgarie. Il s'agit du plus ancien concours de ballet dans le monde.
Il se déroule en plein air et a lieu tous les deux ans, au mois de juillet. Venus d'une trentaine de pays, les meilleurs jeunes espoirs de la danse classique y participent, dans l’espoir de décrocher les précieuses distinctions qui sont réparties en deux catégories :
- Junior (moins de 19 ans)
- Senior (plus de 19 ans)

Chaque catégorie est primée par trois médailles (d'or pour la première place, d'argent pour la deuxième place et de bronze pour la troisième place). On attribue le titre de meilleur danseur du monde au lauréat de la médaille d'or.
Le concours dure 15 jours et se clôt par une soirée de gala durant laquelle se tient la remise des prix.
Il a été surnommé les « Jeux olympiques de la danse »,.

## Quelques lauréats célèbres
- 1964 : Ekaterina Maximova (médaille d'or - senior), Vladimir Vassiliev (Grand Prix - senior)
- 1966 : Mikhaïl Barychnikov (médaille d’or - junior)
- 1968 : Rita Poelvoorde (médaille d'argent - junior)
- 1970 : Eva Evdokimova (médaille d'or - senior)
- 1976 : Patrick Dupond (prix spécial de l'organisation de Varna - Junior)
- 1978 : Élisabeth Platel (médaille d'argent - junior) // René de Cárdenas (Meilleur duo junior)
- 1980 : Karin Averty (médaille d’or - junior)
- 1983 : Sylvie Guillem (prix spécial de l'organisation de Varna - Junior)
- 1986 : Nadejda Gracheva (médaille d'argent - junior)
- 1988 : Virginie Kempf (médaille d'or - junior)
- 1990 : Agnès Letestu (médaille d'or - junior)
- 1992 : Aurélie Dupont (médaille d'or - junior), José Carlos Martinez (médaille d'or - senior), Yann Bridard (médaille d'argent - senior)
- 1994 : Clairemarie Osta (médaille de bronze - senior), Laetitia Pujol (médaille d'argent - junior)
- 1996 : Rasta Thomas (médaille d'or - junior)
- 1998 : Zhu Yan (médaille d'or - senior) // Chi Cao (médaille d'or - senior)
- 2002 : Hélène Bouchet  (médaille d'argent - senior)
- 2004 : Daniil Simkin (médaille d'or - junior), Mathilde Froustey (Médaille d'or - senior), Josua Hoffalt (médaille d'argent - senior)
- 2006 : Aubert Vanderlinden (médaille de bronze - junior), Ivan Vassiliev (Distinction spéciale Varna)
- 2010 : Sae Eun Park (médaille d’or - senior)
- 2014 : Hannah O'Neill (médaille d'argent - senior) / Hugo Marchand (médaille de bronze - senior)
- 2016 : Paul Marque (médaille d’or - senior)[3]
- 2020 : Ilham Hammou (médaille d’or)